# Miekkasaari (ö i Finland, Södra Savolax)
Miekkasaari är en ö i Finland. Den ligger i sjön Pihlajavesi och i kommunen Puumala i den ekonomiska regionen  S:t Michel och landskapet Södra Savolax, i den södra delen av landet, 250 km nordost om huvudstaden Helsingfors. Öns area är 0,9 hektar och dess största längd är 230 meter i nord-sydlig riktning.